# 5834 Kasai
Az 5834 Kasai (ideiglenes jelöléssel (5834) 1992 SZ14) a Naprendszer kisbolygóövében található aszteroida. Ueda és Kaneda fedezte fel 1992. szeptember 28-án.